# Pholidotamorpha
Pholidotamorpha — клада ссавців, що включає ряд панголіноподібних (Pholidota) і вимерлий ряд Palaeanodonta, який вважається сестринським до Pholidota. Нові генетичні дані вказують на те, що найближчими живими родичами Pholidotamorpha є хижі, з якими вони утворюють кладу Ferae.